# Церович, Милош
Милош Церович (серб. Милош Церовић / Miloš Cerović; 7 апреля 1980, Белград) — сербский югославский пловец, выступал за национальные сборные Югославии, Сербии и Черногории по плаванию в конце 1990-х — начале 2000-х годов. Участник летних Олимпийских игр в Сиднее, победитель и призёр многих первенств национального значения.

## Биография
Милош Церович родился 7 апреля 1980 года в Белграде. Активно заниматься плаванием начал с раннего детства, проходил подготовку в местном столичном клубе «Партизан». Позже уехал учиться и тренироваться в Университете штата Огайо в США, состоял в университетской студенческой команде по плаванию, был подопечным американского тренера Билла Уодли.
В 1997 году вошёл в состав югославской национальной сборной, представлял Югославию на различных международных соревнованиях, в частности выступал на открытых первенствах Словении, на Кубке мира в 25-метровом бассейне в США. Многократный победитель и призёр студенческих соревнований по плаванию.
Благодаря череде удачных выступлений Церович удостоился права защищать честь страны на летних Олимпийских играх 2000 года в Сиднее — в плавании на 200 метров на спине стартовал в первом предварительном заплыве на шестой дорожке и, показав время 2:09,07, занял пятое место и не сумел пробиться в полуфинальную стадию. В итоговом протоколе соревнований расположился на 43 строке. Вскоре по окончании этих соревнований принял решение завершить карьеру профессионального спортсмена, уступив место в сборной молодым сербским пловцам .
После завершения спортивной карьеры Милош Церович учился в Университете Святого Джона в Нью-Йорке, где получил степень в области гостиничного хозяйства, а также в Университете Невады в Лас-Вегасе. Работал ассистентом управляющего в Шангри-Ла и в олимпийской деревне во время Олимпийских игр 2012 года в Лондоне. С мая 2016 года работает ассистентом управляющего в отеле Hotel Beach Rotana Abu Dhabi.